# Martina Seidl
Martina Seidl (născută Zellner; n. 26 februarie 1974, Traunstein, Bavaria, Germania) este o biatlonistă ce a reprezentat Germania, medaliată olimpică. A participat la o ediție a Jocurilor Olimpice (1998) în care a câștigat o medalie de aur.

## Participări
Lista de mai jos prezintă principalele competiții la care a participat Martina Zellner de-a lungul carierei.
- biathlon at the 1998 Winter Olympics – women's relay[*]